# Битва при Крюгері
Битва при Крюгері (англ. Battle at Kruger) — це восьмихвилинне аматорське відео дикої природи, в якому зафіксовано боротьбу між стадом буйволів, малою групою молодих левів, і одним крокодилом. Відео було зняте у вересні 2004 року, біля водопою в національному парку Крюгер під час сафарі. Автори відео — Давид Буджинські і Джейсон Шлосберг.
Після завантаження на YouTube 3 травня 2007 року, «Битва при Крюгері» набрала 77.5 мільйонів переглядів і стала вірусним відео. Відео набуло широкого визнання за драматичне змалювання дикої природи африканської савани. Про нього було написано статю в журналі «Тайм», а 11 травня 2008 року про відео вийшов документальний фільм на National Geographic Channel.

## Опис подій
Зняте з протилежної сторони водопою, відео починається з того що стадо буйволів наближається до води, незнаючи про малу групу левів з єдиною самкою поблизу. Коли буйволи наближаються, левиця готується до нападу. Стадо, помітивши засідку, розвертається і тікає, але леви атакують і левиці вдається вхопити буйволеня, впавши з ним у воду. Поки леви пробують витягти здобич з води, буйволеня хапає крокодил, який після недовгого змагання, залишає його левам. Поки хижаки готуються до бенкету, стадо повертається і отучує левів. Один з буйволів атакує, і підкинувши лева у повітря, відганяє його. Після першої атаки стаду вдається розігнати решту левів, і буйволеня тікає і ховається між старшими.